# Granatnik Blindicide
Blindicide – belgijski rakietowy granatnik przeciwpancerny opracowany w latach 50. XX wieku przez przedsiębiorstwo Mecar, bazujący na amerykańskim granatniku M20A1 Super Bazooka.
Powstały dwie wersje broni – RL-83 kalibru 83 mm oraz RL-100 kalibru 100 mm. Broń przystosowana jest do strzelania amunicją kumulacyjną, burzącą, zapalającą, dymną i świetlną.
Poza armią belgijską, która wykorzystywała granatniki Blindicide do lat 80. XX wieku, granatniki znalazły zastosowanie m.in. w armii meksykańskiej, szwajcarskiej oraz bangladeskiej.